# Uniwersytet Jana Kochanowskiego w Kielcach
Uniwersytet Jana Kochanowskiego w Kielcach (UJK) – polska uczelnia publiczna, powstała w 2011 w Kielcach. Pierwotnie, od 1969 jako Wyższa Szkoła Nauczycielska. W kolejnych latach ulegała licznym przekształceniom, zyskując w 2008 rangę uniwersytetu przymiotnikowego, a w 2011 uniwersytetu klasycznego. Od 1979 patronem uczelni jest Jan Kochanowski.
W latach 1969–1973 funkcjonowała w Kielcach Wyższa Szkoła Nauczycielska, przekształcona następnie w Wyższą Szkołę Pedagogiczną. W 1979 otrzymała ona imię Jana Kochanowskiego, zaś dwa lata później utworzono wydział zamiejscowy w Piotrkowie Trybunalskim, który stał się później filią uczelni istniejącą do 2023 roku. W 2000 powołano Akademię Świętokrzyską, którą w 2008 przekształcono w Uniwersytet Humanistyczno-Przyrodniczy Jana Kochanowskiego w Kielcach. 1 października 2011 uczelnia została przekształcona w Uniwersytet Jana Kochanowskiego. Z końcem 2016, na bazie zniesionej Państwowej Wyższej Szkoły Zawodowej w Sandomierzu, utworzono wydział zamiejscowy UJK w tym mieście.
Uniwersytet tworzy osiem wydziałów, w tym siedem z siedzibą w Kielcach. Uczelnia posiada uprawnienia do nadawania stopnia naukowego doktora i doktora habilitowanego w osiemnastu dyscyplinach, wchodzących w skład pięciu różnych dyscyplin.
W rankingu szkół wyższych Perspektyw w 2017 uniwersytet został sklasyfikowany na 47. miejscu. W latach 2010–2011 plasował się jeszcze pod koniec siódmej dziesiątki tego rankingu, a w 2007 zajął w nim 78. pozycję. W webometrycznym rankingu uniwersytetów świata ze stycznia 2017, pokazującym zaangażowanie instytucji akademickich w Internecie, uczelnia zajęła 2109. miejsce pośród wszystkich typów uczelni.
Obecnie na 60 kierunkach kształci się 10 tys. studentów. W gronie studentów jest blisko 400 obcokrajowców. 185 osób jest na studiach doktoranckich, w tym 9 to doktoranci międzynarodowi. Uniwersytet prowadzi szkołę doktorską, w której jest około 100 doktorantów, w tym 12 obcokrajowców.
Kadrę UJK tworzy 1471 pracowników, wśród których jest 935 nauczycieli akademickich. W tej grupie 82 pracowników posiada tytuł naukowy profesora, a 205  jest zatrudnionych na stanowiskach profesorów uczelni lub profesorów wizytujących. W Uczelni zatrudnionych jest 404 adiunktów oraz 159 asystentów. Uczelnia zatrudnia też 85 innych nauczycieli akademickich na stanowiskach lektorów, wykładowców, instruktorów.

## Nazwy
- 1969–1973: Wyższa Szkoła Nauczycielska w Kielcach
- 1973–1979: Wyższa Szkoła Pedagogiczna w Kielcach
- 1979–2000: Wyższa Szkoła Pedagogiczna im. Jana Kochanowskiego w Kielcach
- 2000–2008: Akademia Świętokrzyska im. Jana Kochanowskiego w Kielcach
- 2008–2011: Uniwersytet Humanistyczno-Przyrodniczy Jana Kochanowskiego w Kielcach
- od 2011: Uniwersytet Jana Kochanowskiego w Kielcach

## Historia

### Wyższa Szkoła Nauczycielska i Wyższa Szkoła Pedagogiczna (1969–2000)

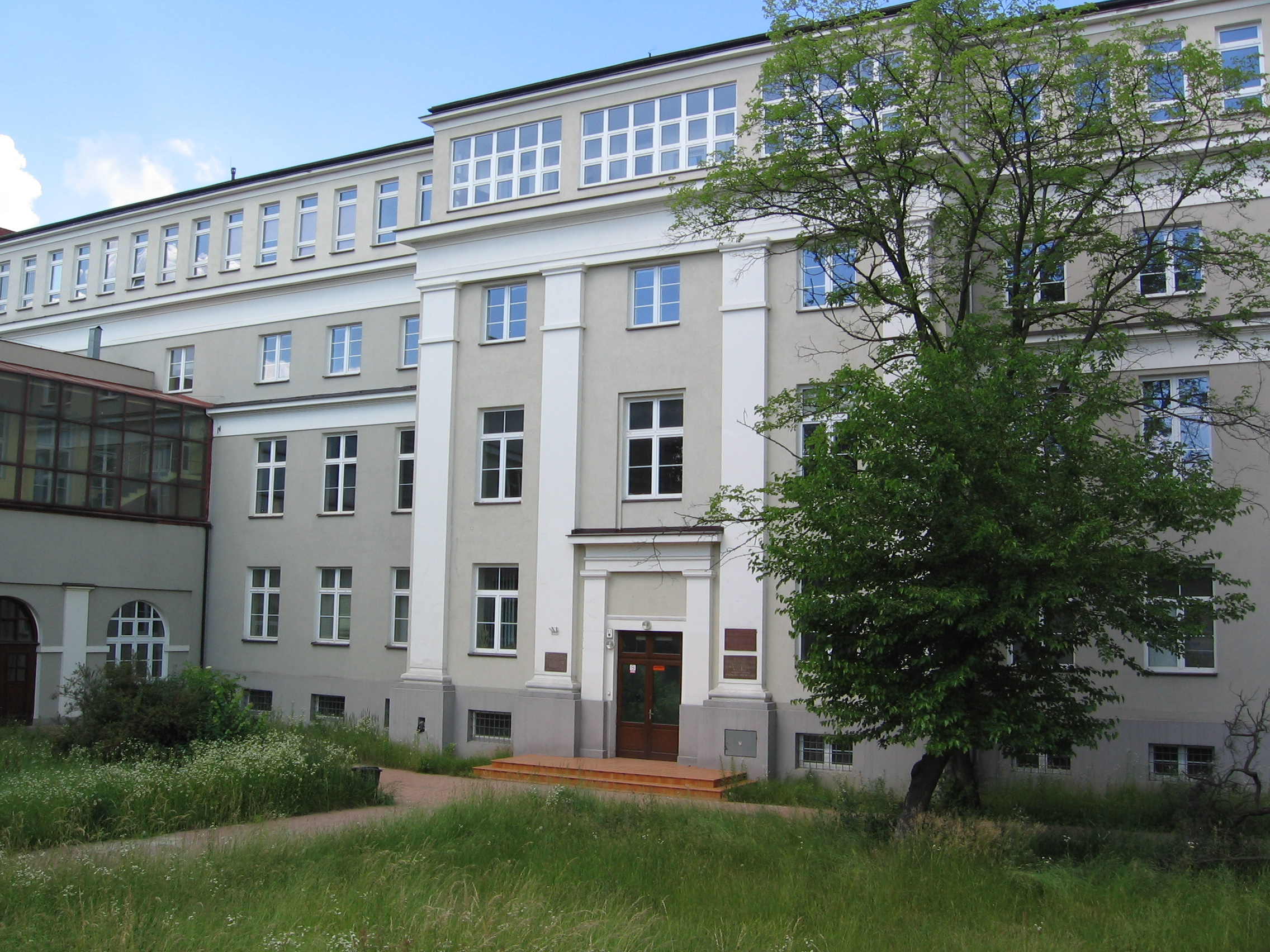
Budynek Wyższej Szkoły Nauczycielskiej (1969) i dawnego Wydziału Humanistycznego przy ul. Leśnej. Zajęcia odbywały się tutaj do 2013

Wydział zamiejscowy Uniwersytetu Jana Kochanowskiego w Piotrkowie Trybunalskim (1981)

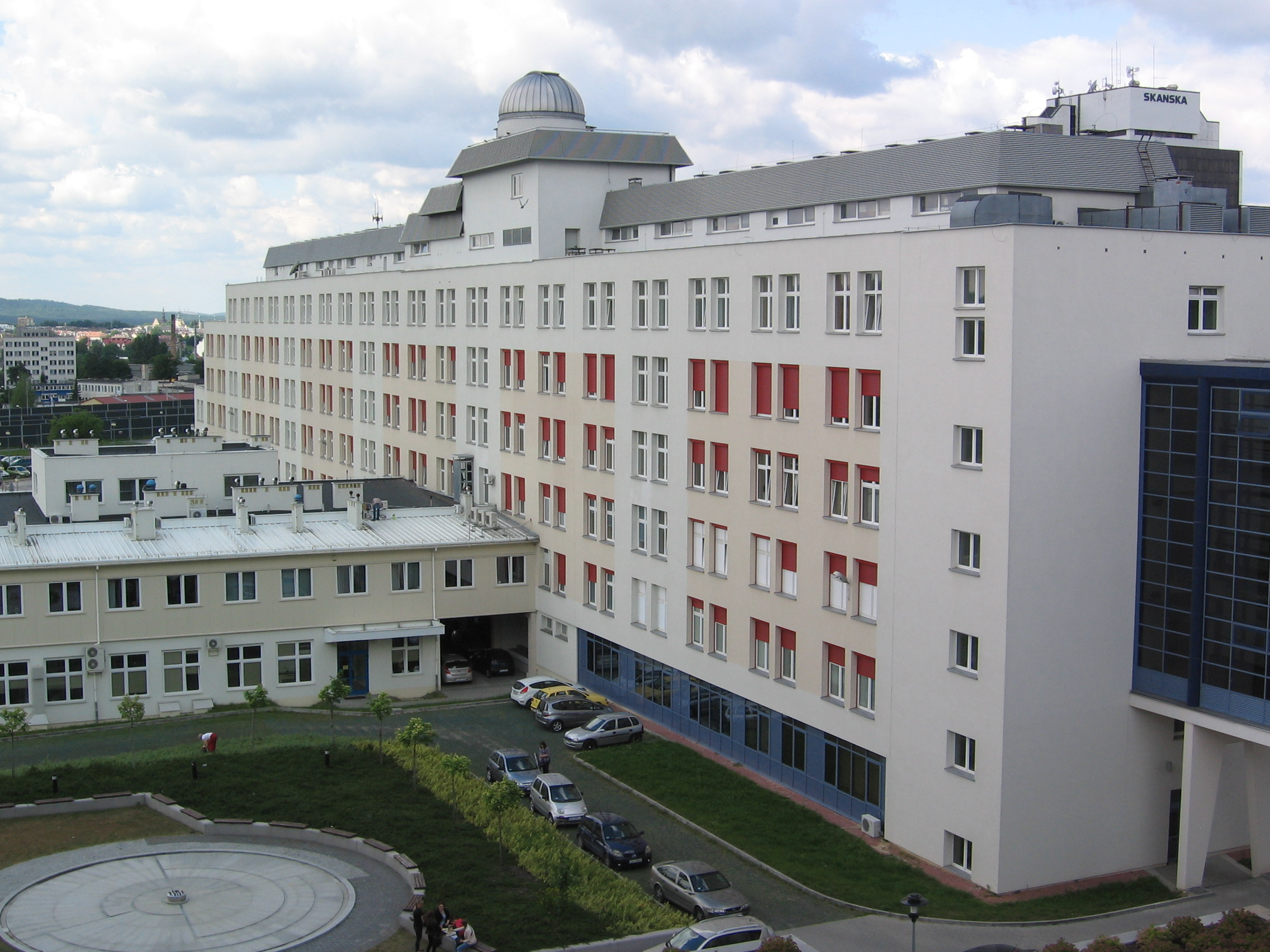
Wydział Nauk Ścisłych i Przyrodniczych wraz z otwartym w 2003 roku Obserwatorium Astronomicznym

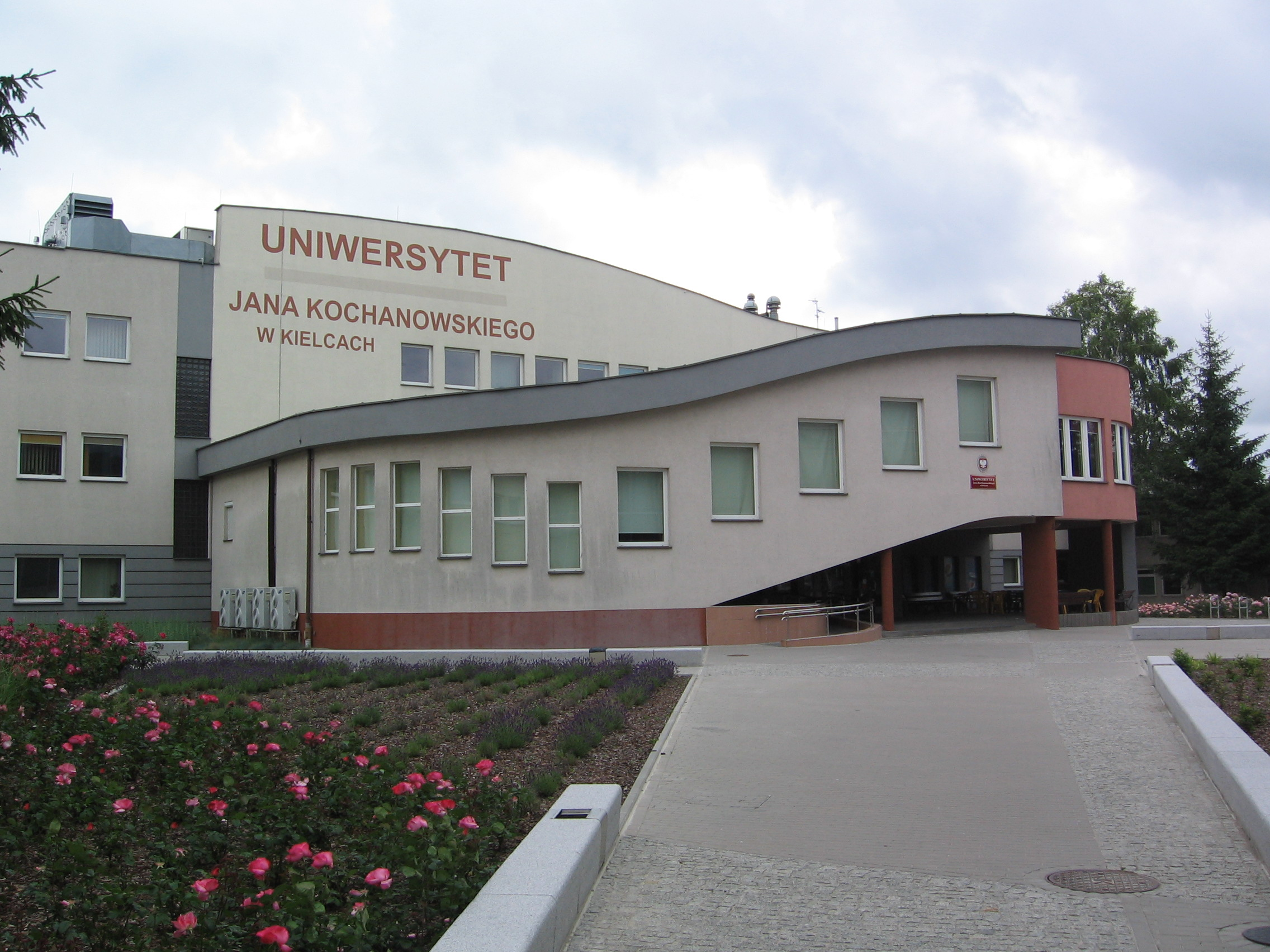
Wydział Zarządzania i Administracji powstał w 1992, a do budynków przy ul. Świętokrzyskiej został przeniesiony w 2003

19 czerwca 1969 Rada Ministrów swoim rozporządzeniem powołała Wyższą Szkołę Nauczycielską w Kielcach. Zgodnie z aktem normatywnym jej zadaniem miało być kształcenie nauczycieli dla potrzeb szkół podstawowych i zasadniczych szkół zawodowych. 1 lipca pierwszym rektorem WSN wybrany został doc. dr Tadeusz Malinowski. Inauguracja roku akademickiego, w której uczestniczyli przedstawiciele władz partyjnych i państwowych, odbyła się w kinie Romantica, gdzie doc. dr Michał Jaworski wygłosił wykład inauguracyjny pt. Praca nad kulturą języka w ćwierćwieczu Polski Ludowej. Studia rozpoczęło 249 studentów na sześciu kierunkach, a rektor zapowiedział wówczas utworzenie w przyszłości dziewięciu dodatkowych. W grudniu 1969 utworzono trzy wydziały (Wydział Humanistyczny, Wydział Przyrodniczy i Wydział Pedagogiczny) oraz dwa zakłady dydaktyczne (Międzywydziałowy Zakład Nauk Filozoficzno-Społecznych i Międzywydziałowy Zakład Praktyk Pedagogicznych). W listopadzie 1970 powstało pierwsze koło naukowe – na Wydziale Humanistycznym utworzono Studenckie Koło Historyków.
We wrześniu 1973 przekształcono Wyższą Szkołę Nauczycielską w Wyższą Szkołę Pedagogiczną, której celem miało być kształcenie nie tylko nauczycieli dla potrzeb szkół podstawowych i zasadniczych szkół zawodowych, ale również szkół średnich ogólnokształcących oraz zasadniczych. W roku akademickim 1973/1974 uruchomiono jednolite czteroletnie studia magisterskie na dziewięciu kierunkach. Kielecka uczelnia wprowadziła wówczas, jako jedna z pierwszych w Polsce, obowiązkowe zajęcia z wychowania fizycznego dla wszystkich lat studiów. Pracownicy Instytutu Geografii w 1973 wyjechali w celach naukowych do Afganistanu. W 1974 uczelnia rozpoczęła przechodzenie od struktury zakładów do instytutów (pierwszym był Instytut Pedagogiki i Psychologii), natomiast naukowcy z Instytutu Geografii ponownie zorganizowali wyprawę naukową, tym razem do Pakistanu i Indii.
W kwietniu 1976 na uczelni obradowała grupa PAMIR, składająca się z radzieckich fizyków jądrowych, którzy wraz z polskimi naukowcami zastanawiali się nad oddziaływaniami jądrowymi bardzo wysokich energii. W czerwcu Ministerstwo Nauki, Szkolnictwa Wyższego i Techniki sporządziło ocenę wynalazczości w szkołach wyższych. WSP w Kielcach zajęła drugie miejsce w kategorii szkół pedagogicznych. W maju 1977 kielecka uczelnia podpisała umowę z Uniwersytetem Jagiellońskim, zgodnie z którą obie instytucje przewidywały współpracę m.in. w dziedzinie badań naukowych, organizacji sesji naukowych, kształcenia kadr naukowych i zdobywania stopni doktora i doktora habilitowanego. W lipcu podobne porozumienie WSP zawarła z Uniwersytetem Warszawskim. W październiku 1978 rozpoczęto budowę gmachu Wydziału Matematyczno-Przyrodniczego przy ul. Świętokrzyskiej. 7 września 1979 Rada Ministrów nadała uczelni imię Jana Kochanowskiego. W 1980 wprowadzono pięcioletni cykl studiów.
W listopadzie 1981 w Piotrkowie Trybunalskim powstał wydział zamiejscowy, utworzono również Instytut Wychowania Muzycznego. Po wprowadzeniu stanu wojennego na kierownictwo wszystkich struktur organizacyjnych uczelni został nałożony obowiązek uspokojenia wrzenia społeczno-politycznego w środowisku pracowniczym i studenckim. Ponadto zaplombowano pomieszczenia wydawnictwa i drukarni, zaś kilka osób zostało internowanych, m.in. jeden z założycieli NSZZ „Solidarność” w Wyższej Szkole Pedagogicznej Stanisław Żak. W 1982 wraz z Politechniką Świętokrzyską powołano Międzyuczelniane Centrum Informatyki oraz podpisano umowę o współpracy naukowej ze Świętokrzyskim Parkiem Narodowym. W 1983 uchwalono pierwszy statut uczelni, a dwa lata później powstał w Kielcach Uniwersytet III Wieku. W 1986 Senat uczelni zatwierdził hymn, którego autorem jest Adam Zych, a muzykę skomponował Mirosław Niziurski.
W 1989 uczelnia uzyskała prawo do nadawania stopnia naukowego doktora nauk humanistycznych w zakresie historii. Rok później powstał Zakład Wychowania Estetycznego przy ul. Krakowskiej 11. W listopadzie 1991 uczelnia przejęła gmach przy ul. Żeromskiego 5, który w okresie PRL należał do Polskiej Zjednoczonej Partii Robotniczej, a po zmianach ustrojowych stał się własnością Skarbu Państwa i miejscowe władze chciały umieścić w nim jedną z instytucji publicznych lub gospodarczych (sąd lub bank). Mediacje w tej sprawie prowadził minister Henryk Samsonowicz, bowiem studenci historii prowadzili w budynku strajk okupacyjny. W 1992 na bazie Instytutu Nauk Społecznych powołano Wydział Zarządzania i Administracji, którego faktycznym twórcą i pierwszym dziekanem był dr hab. Ryszard Czarny. Dla nowego wydziału pozyskano na własność budynek przy ul. Mielczarskiego. W 1993 podjęto działania związane z komputeryzacją (m.in. Biblioteki Głównej) oraz podłączeniem WSP do Internetu w ramach naukowej akademickiej sieci komputerowej NASK. Pod koniec tego roku uczelnia posiadała 140 komputerów.
W czerwcu 1997 przy uczelni rozpoczęło działalność Międzynarodowe Stowarzyszenie Studentów Nauk Ekonomicznych i Handlowych, które zapoczątkowało nauczanie niepedagogicznego kierunku – ekonomii. W 1998 wprowadzono ceremoniał akademicki, a w grudniu tego roku ostatecznie zasiedlono gmach Wydziału Matematyczno-Przyrodniczego przy ul. Świętokrzyskiej. W styczniu 1999 Senat uczelni przekształcił Wydział Zamiejscowy w Filię w Piotrkowie Trybunalskim (uchwała w tej sprawie formalnie weszła w życie 8 marca 2000).

### Akademia Świętokrzyska i Uniwersytet Humanistyczno-Przyrodniczy (2000–2011)

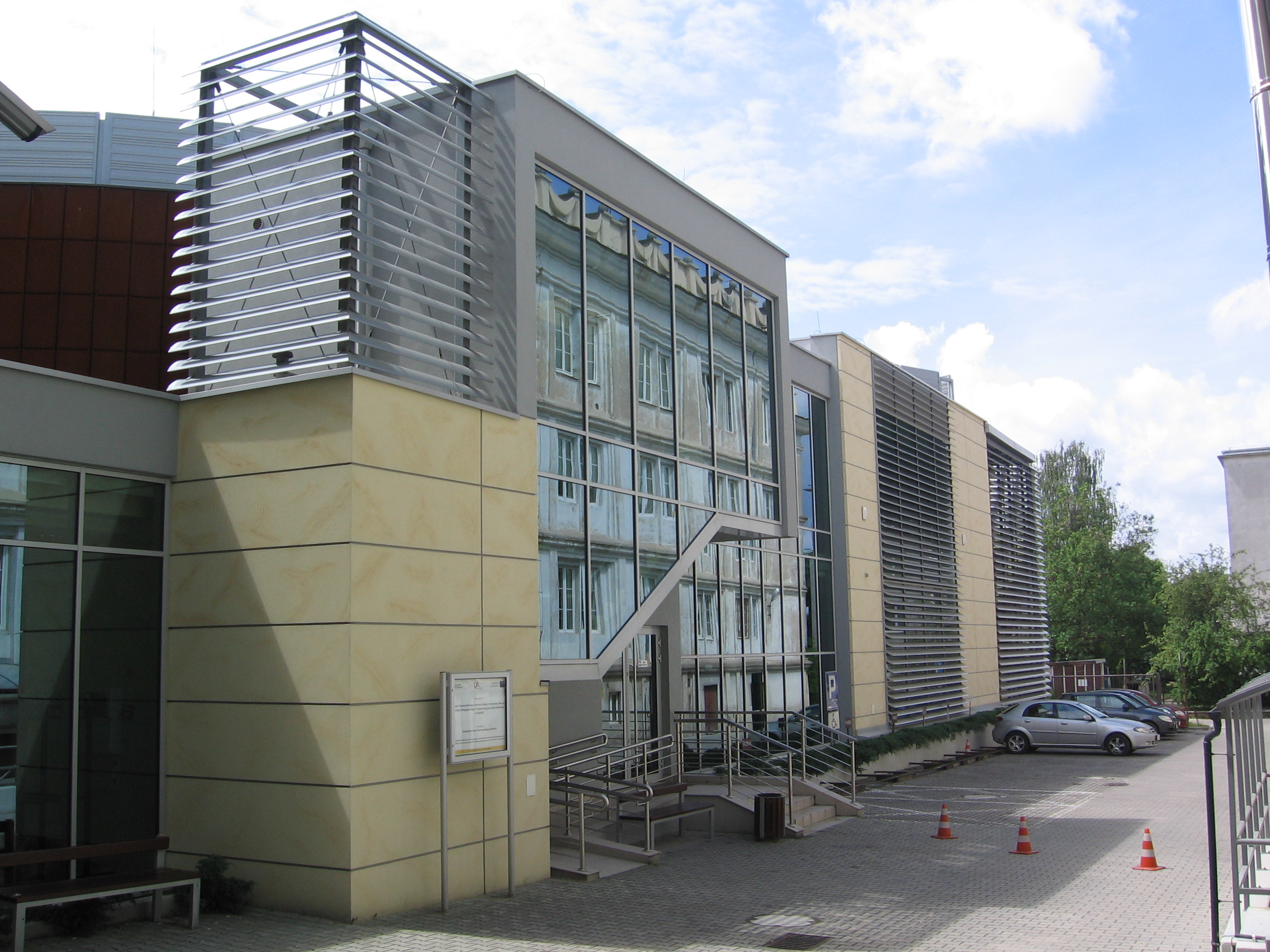
Centrum Edukacji Artystycznej zostało otwarte w styczniu 2012 roku

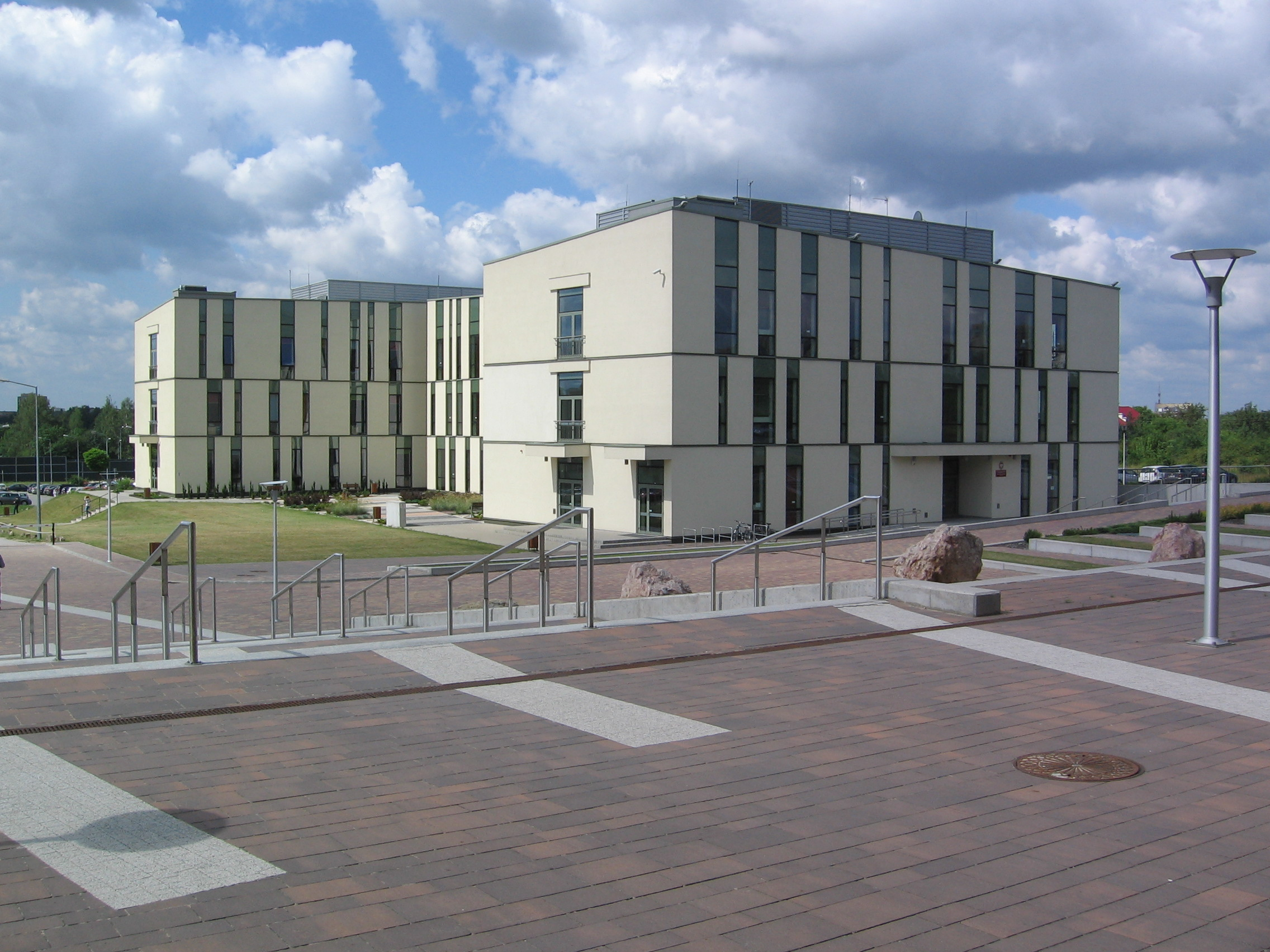
Oddane do użytku w 2013 Centrum Języków Obcych

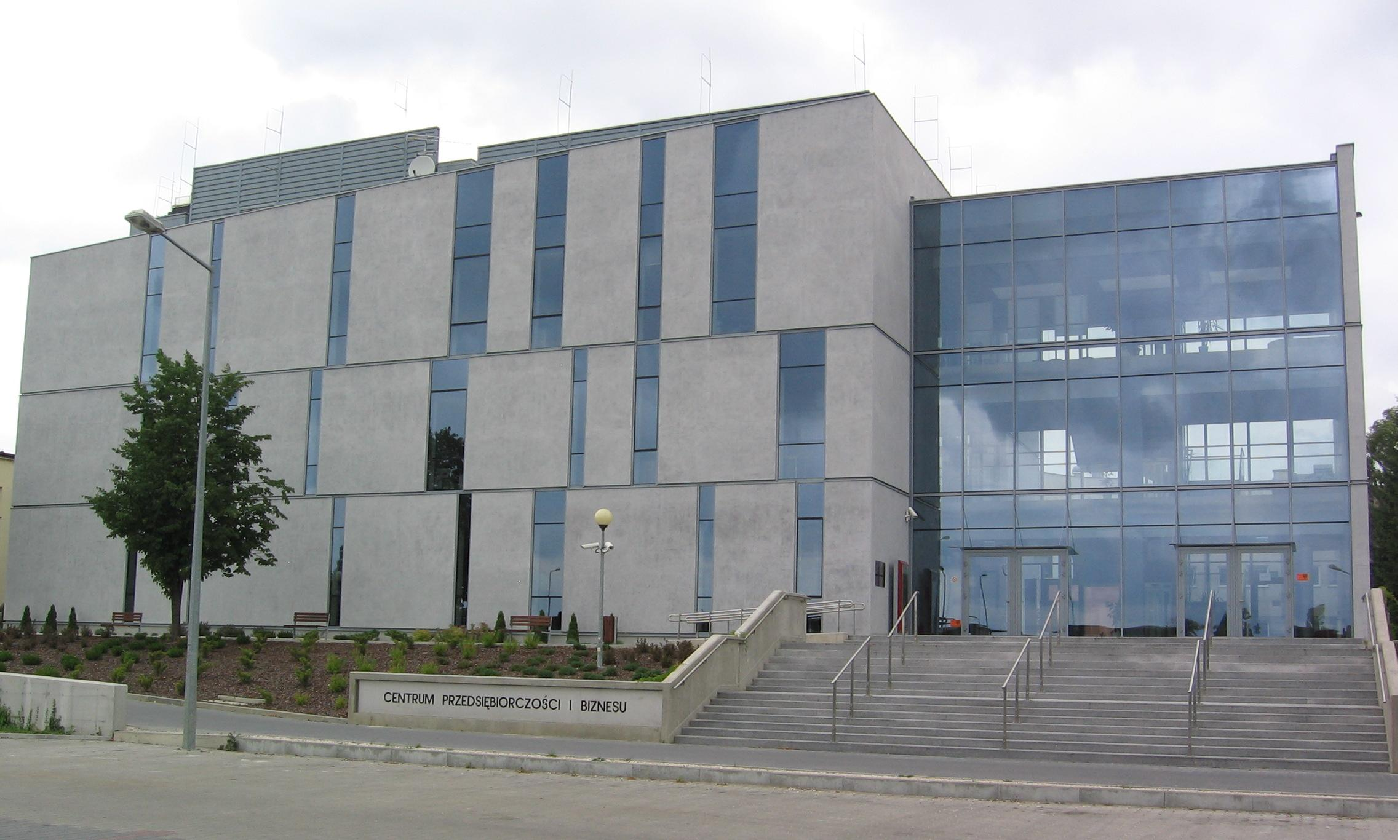
Centrum Przedsiębiorczości i Biznesu

W 2000 Wyższą Szkołę Pedagogiczną przekształcono w Akademię Świętokrzyską im. Jana Kochanowskiego w Kielcach. W październiku tego roku utworzono Instytut Kształcenia Medycznego. W kwietniu 2002 oficjalnie otwarto jego nową siedzibę przy al. IX Wieków Kielc oraz zawarto porozumienie ze Szpitalem Miejskim w sprawie kształcenia pielęgniarek. W czerwcu Centralna Komisja do Spraw Stopni i Tytułów przyznała Radzie Wydziału Humanistycznego uprawnienia do nadawania stopnia doktora habilitowanego nauk humanistycznych w dyscyplinie historia oraz występowania z wnioskiem o nadanie tytułu profesora. W 2003 rektor uczelni Adam Massalski uzyskał zgodę od minister edukacji i szkolnictwa wyższego Krystyny Łybackiej na kupno biurowca Exbudu. Uczelnia chciała bowiem opuścić budynek przy ul. Żeromskiego 5. Do transakcji ostatecznie nie doszło. Na ul. Świętokrzyską przeniesiono za to Wydział Zarządzania i Administracji, a w maju 2003 oddano do użytku obserwatorium astronomiczne na Wydziale Matematyczno-Przyrodniczym.
W 2004 uczelnia włączyła się w międzynarodowy program Socrates-Erasmus oraz Europejski System Transferu Punktów ECTS. W 2004 odbyło się pierwsze w historii uczelni kolokwium habilitacyjne – dr Marek Przeniosło przedstawił dysertację pt. Chłopi Królestwa Polskiego w latach 1914–1918. W 2005 na bazie Instytutu Kształcenia Medycznego, który pozostawał w strukturze Wydziału Pedagogicznego i Nauk o Zdrowiu, utworzono Wydział Nauk o Zdrowiu, natomiast dotychczasowy WPiNoZ przekształcono w Wydział Pedagogiczny i Artystyczny. Do użytku oddano również planetarium. W lutym 2006, pod przewodnictwem posła Przemysława Gosiewskiego, zawiązano Komitet Honorowy na rzecz Przekształcenia Akademii Świętokrzyskiej w Uniwersytet Jana Kochanowskiego. Poparcie dla pomysłu utworzenia uniwersytetu wyraził także prezydent Lech Kaczyński. W 2007 uczelnia uzyskała kolejne cztery uprawnienia do nadawania stopnia doktora i tym samym spełniła wymagania, jakie stawiane są w tym zakresie uniwersytetom przymiotnikowym. W październiku utworzono na AŚ pierwszy w województwie Akademicki Inkubator Przedsiębiorczości.
23 stycznia 2008 Sejm Rzeczypospolitej Polskiej przyjął ustawę o powołaniu Uniwersytetu Humanistyczno-Przyrodniczego Jana Kochanowskiego w Kielcach. 13 marca uczelnia podpisała porozumienie o współpracy środowiskowej z Politechniką Świętokrzyską, Staropolską Izbą Przemysłowo-Handlową i Świętokrzyskim Centrum Innowacji i Transferu, dzięki któremu organizowano konferencje naukowe na temat innowacyjności i konkurencyjności gospodarki. W kwietniu otworzono nowy budynek dydaktyczny Wydziału Matematyczno-Przyrodniczego. W nowej auli uczelni odbyło się pierwsze posiedzenie Senatu Uniwersytetu Humanistyczno-Przyrodniczego Jana Kochanowskiego. Inauguracja roku akademickiego 2008/2009 na uniwersytecie odbyła się w obecności prezydenta RP Lecha Kaczyńskiego, natomiast prezydent Kielc Wojciech Lubawski i Rada Miasta ufundowali nowy sztandar, który został przekazany uczelni.
W styczniu 2010 rektor uczelni Regina Renz podpisała umowę o dofinansowanie projektu rozbudowy infrastruktury uniwersytetu, którego budżet oszacowano na 160 mln zł. Dzięki niemu rozpoczęto remont i rozbudowę bazy laboratoryjnej Wydziału Matematyczno-Przyrodniczego oraz budowę Biblioteki Głównej, Uniwersyteckiego Centrum Danych i Centrum Języków Obcych.

### Uniwersytet Jana Kochanowskiego w Kielcach (od 2011)
1 października 2011 uczelnia przekształciła się w Uniwersytet Jana Kochanowskiego w Kielcach. W październiku 2011 uczelnia sprzedała działkę przy ul. Chęcińskiej, na której znajdował się budynek Instytutu Chemii. Zajęcia prowadzone w nim były od 1969 do 2008. Wiosną 2012 budynek został rozebrany przez nowego właściciela.
Na początku stycznia 2012 przy ul. Krakowskiej 11 otworzono warte 10,2 mln zł Centrum Edukacji Artystycznej. Aula główna, na której mogą odbywać się zarówno wykłady, jak i koncerty, może pomieścić 320 widzów. Ponadto w budynku znalazły się dwie sale wykładowe dla stu osób oraz nowoczesne foyer ze studiem audiowizualnym. 30 marca 2012 na Wydziale Nauk o Zdrowiu odbyło się pierwsze kolokwium habilitacyjne, na które zgodę wyraziła Centralna Komisja do Spraw Stopni i Tytułów. Dysertację dotyczącą zróżnicowania rozwoju fizycznego oraz sposobu żywienia dzieci i młodzieży na Kielecczyźnie w latach 2002–2005 przedstawiła dr n. biol. Edyta Suliga.
W kwietniu 2012 uczelnia otrzymała uprawnienia do nadawania stopnia doktora habilitowanego w dziedzinie nauk fizycznych w dyscyplinie fizyka. We wrześniu 2012 uczelnię wizytował prof. Frank Wilczek, laureat Nagrody Nobla w dziedzinie fizyki, który wygłosił wykład pt. Kwantowe piękno, stanowiący część odbywającego się w Kielcach 42. Międzynarodowego Sympozjum Dynamiki Wielocząsteczkowej.
W 2013 uniwersytet opuścił budynek przy ul. Leśnej, w którym zajęcia odbywały się od momentu powstania Wyższej Szkoły Nauczycielskiej. Do końca stycznia 2014 uczelnia trzykrotnie wystawiła gmach na sprzedaż (początkowo wyceniono go na 17 mln zł, ale po dwóch próbach cenę zmniejszono o milion), jednak nikt nie złożył oferty. Również w 2013 otwarto Centrum Języków Obcych i Bibliotekę Główną. W październiku oddano do użytku Centrum Przedsiębiorczości i Biznesu, gdzie na najwyższej kondygnacji umieszczono Akademickie Biuro Karier i Akademicki Preinkubator Przedsiębiorczości, w którym studenci mogą realizować swoje pierwsze pomysły biznesowe.
Jeszcze w 2010 rektor uczelni prof. dr hab. Regina Renz zapowiedziała powstanie kierunku lekarskiego. W październiku 2012 popisano preumowę na dofinansowanie budowy nowej siedziby Wydziału Nauk o Zdrowiu, którego najważniejszą część stanowić będzie budynek Zakładu Anatomii Prawidłowej. We wrześniu 2013 rozpoczęto wartą ponad 35 mln zł inwestycję. Trzy miesiące wcześniej – w czerwcu – zakończono kosztującą 6,6 mln zł realizację projektu MEDIC, dzięki któremu zmodernizowano funkcjonujący budynek, zakupując najnowocześniejszy sprzęt. Jesienią 2014 Ministerstwo Nauki i Szkolnictwa Wyższego wyraziło zgodę na otwarcie od roku akademickiego 2015/2016 kierunku lekarskiego. W tym samym roku akademickim ruszył kierunek prawo, rok później psychologia.
5 kwietnia 2023 prezydent Andrzej Duda podpisał ustawę o utworzeniu na bazie Filii w Piotrkowie Trybunalskim samodzielnej uczelni – Akademii Piotrkowskiej, która weszła w życie 1 czerwca 2023.
24 kwietnia 2025 Senat Uniwersytetu Jana Kochanowskiego przyjął uchwałę pozwalającą na rozpoczęcie likwidacji filii w Sandomierzu.
| Ranking uczelni | Ranking uczelni |
| Rok             | Miejsce         |
| --------------- | --------------- |
| 2001            | 52.             |
| 2002            | 60.             |
| 2003            | 69.             |
| 2004            | 68.             |
| 2005            | 68.             |
| 2006            | 72.             |
| 2007            | 78.             |
| 2008            | 72.             |
| 2009            | 74.             |
| 2010            | 69.             |
| 2011            | 68.             |
| 2012            | 57.             |
| 2013            | 59.             |
| 2014            | 51.             |
| 2015            | 51.             |
| 2016            | 51.             |
| 2017            | 47.             |
| 2018            | 51.-60.         |
| 2019            | 51.-60.         |
| 2020            | 61.-70.         |
| 2021            | 61.-70.         |
| 2022            | 71.-80.         |
| 2023            | 71.-82.         |
| 2024            | 73.-80.         |
| Źródło:         |                 |

## Władze uczelni
W kadencji 2024–2028:
| Stanowisko                               | Imię i nazwisko                   |
| ---------------------------------------- | --------------------------------- |
| Rektor                                   | prof. dr hab. Beata Wojciechowska |
| Prorektor ds. Kształcenia                | dr hab. Mariola Wojciechowska     |
| Prorektor ds. Medycznych                 | dr hab. Beata Kręcisz, prof. UJK  |
| Prorektor ds. Nauki                      | dr hab. Michał Arabski            |
| Prorektor ds. Rozwoju i Finansów         | dr hab. Magdalena Molendowska     |
| Prorektor ds. Współpracy Międzynarodowej | dr hab. Sylwia Konarska-Zimnicka  |

### Dziekani wydziałów
W kadencji 2024–2028:
| Wydział                                | Dziekan                                                                                                |
| -------------------------------------- | --- |
| Collegium Medicum                      | dr hab. Przemysław Wolak (Wydział Lekarski) prof. dr hab. Grażyna Nowak-Starz (Wydział Nauk o Zdrowiu) |
| Wydział Humanistyczny                  | dr hab. Jerzy Gapys                                                                                    |
| Wydział Nauk Ścisłych i Przyrodniczych | dr hab. Dariusz Banaś                                                                                  |
| Wydział Pedagogiki i Psychologii       | dr hab. Sławomir Koziej                                                                                |
| Wydział Prawa i Nauk Społecznych       | dr hab. Marek Leszczyński                                                                              |
| Wydział Sztuki                         | dr hab. Katarzyna Ziołowicz                                                                            |
| Filia w Sandomierzu                    | dr hab. Piotr Sobolewski                                                                               |

## Rektorzy
| Lp.                                                       | Lata      | Imię i nazwisko                    | Specjalność            |
| --------------------------------------------------------- | --------- | ---------------------------------- | ---------------------- |
| 1.                                                        | 1969–1972 | dr Tadeusz Malinowski              | pedagogika             |
| 2.                                                        | 1972–1981 | dr Edmund Staszyński               | pedagogika             |
| 3.                                                        | 1981–1984 | prof. dr hab. Henryk Jurkiewicz    | geologia               |
| 4.                                                        | 1984–1987 | prof. dr hab. Zdzisław Czarny      | chemia                 |
| 5.                                                        | 1987–1990 | prof. Mirosław Niziurski           | kompozycja muzyki      |
| 6.                                                        | 1990–1996 | prof. dr hab. Adam Kołątaj         | zootechnika            |
| 7.                                                        | 1995–1996 | prof. dr hab. Marian Koziej        | geografia              |
| 8.                                                        | 1996–1999 | prof. dr hab. Stanisław Cieśliński | leśnictwo              |
| 9.                                                        | 1999–2005 | prof. dr hab. Adam Massalski       | historia               |
| 10.                                                       | 2005–2012 | prof. dr hab. Regina Renz          | historia               |
| 11.                                                       | 2012–2020 | prof. dr hab. Jacek Semaniak       | fizyka                 |
| 12.                                                       | 2020–2024 | prof. dr hab. Stanisław Głuszek    | medycyna               |
| 13.                                                       | 2024–     | prof. dr hab. Beata Wojciechowska  | historia średniowiecza |
| Źródło: Poczet rektorów. ujk.edu.pl. [dostęp 2018-04-18]. |           |                                    |                        |

## Struktura organizacyjna

### Wydziały
- Wydział Humanistyczny
  - Instytut Literaturoznawstwa i Językoznawstwa
  - Instytut Historii
  - Instytut Mediów, Dziennikarstwa i Komunikacji Społecznej

- Collegium Medicum
  - Wydział Lekarski
  - Wydział Nauk o Zdrowiu

Collegium Medicum Uniwersytetu Jana Kochanowskiego w Kielcach.

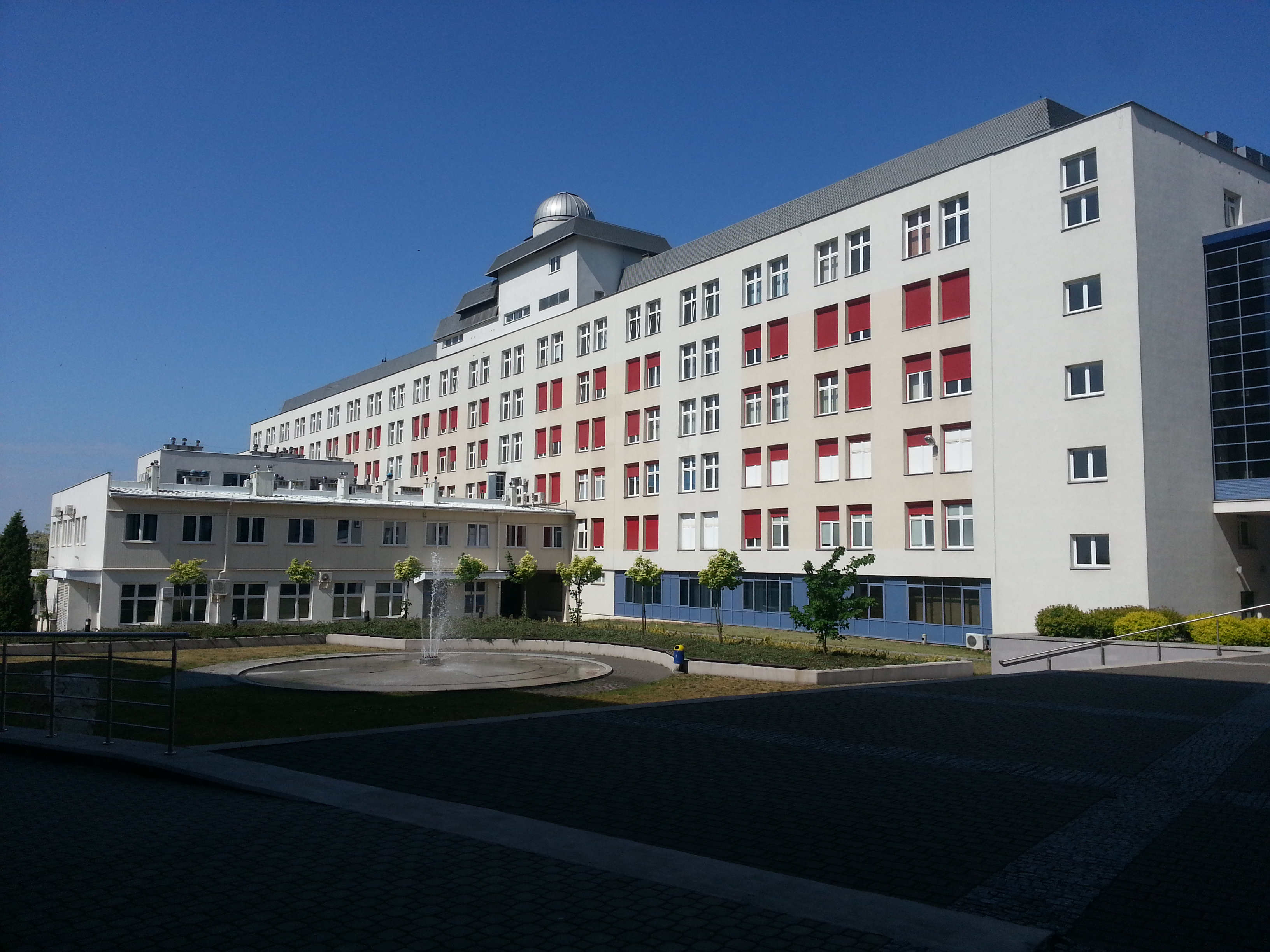
Wydział Nauk Ścisłych i Przyrodniczych

- Wydział Nauk Ścisłych i Przyrodniczych
  - Instytut Biologii
  - Instytut Chemii
  - Instytut Fizyki
  - Instytut Geografii i Nauk o Środowisku
  - Katedra Matematyki

- Wydział Pedagogiki i Psychologii

Wydział Pedagogiki i Psychologii

  - Instytut Pedagogiki (dyrektor: dr hab. Barbara Skałbania, prof. UJK)
  - Katedra Psychologii (kierownik: dr hab. Krzysztof Gąsior, prof. UJK)

- Wydział Sztuki
  - Instytut Sztuk Wizualnych (kierownik: dr hab. Teresa Ślusarek, prof. UJK)
  - Instytut Muzyki (kierownik: dr hab. Andrzej Ślązak)

- Wydział Prawa i Nauk Społecznych
  - Instytut Stosunków Międzynarodowych i Polityk Publicznych
  - Instytut Nauk Prawnych
  - Instytut Zarządzania
  - Instytut Nauk o Bezpieczeństwie
  - Katedra Ekonomii i Finansów

Filia w Sandomierzu

### Jednostki międzywydziałowe
- Studium Języków Obcych (kierownik: mgr Ewa Mamrot-Tuszyńska)
- Uniwersyteckie Centrum Sportu (kierownik: dr Robert Dutkiewicz)

### Jednostki ogólnouczelniane

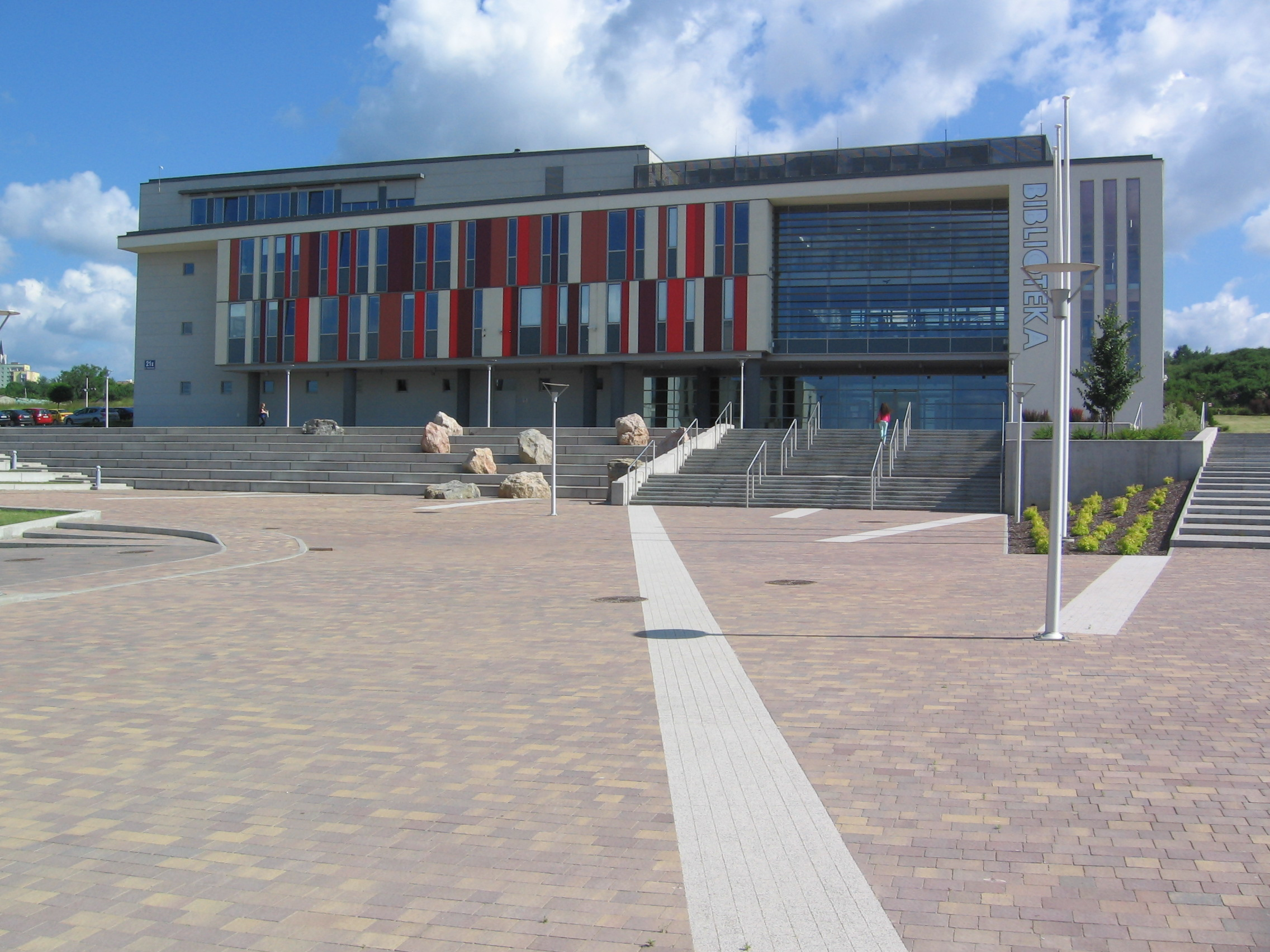
Biblioteka Uniwersytecka

- Biblioteka Uniwersytecka w Kielcach (dyrektor: mgr Andrzej Antoniak)
- Wydawnictwo Uniwersytetu Jana Kochanowskiego w Kielcach (kierownik: mgr Aneta Iwan)
- Archiwum Uniwersytetu Jana Kochanowskiego w Kielcach (kierownik: dr Monika Marcinkowska)
- Akademickie Biuro Karier (kierownik: Elżbieta Kurkowska)
- Centrum Wsparcia Osób z Niepełnosprawnościami (kierownik: Izabela Waliszewska-Plewa)
- Ośrodek Nauki i Kultury Studenckiej (kierownik: Mateusz Pawlusiński)

## Działalność naukowa

### Publikacje naukowe
Pierwsze publikacje naukowe pojawiły się w 1971 pod szyldem Wyższej Szkoły Nauczycielskiej, a ich przyrost w kolejnych miesiącach doprowadził do utworzenia w 1972 własnego wydawnictwa.
W latach 2008–2011 pracownicy uniwersytetu opublikowali 527 monografii i 5066 artykułów naukowych. W latach 2012–2013 naukowcy opublikowali 211 monografii. Na czele w tym zakresie pozostawał Wydział Humanistyczny, którego pracownicy sporządzili 63 monografie (29,9%). Jeśli chodzi zaś o artykuły naukowe w czasopismach z listy ministerialnej, najbardziej płodnymi wydziałami okazały się: Wydział Matematyczno-Przyrodniczy (465) i Wydział Nauk o Zdrowiu (370). W latach 2012–2013 na Uniwersytecie Jana Kochanowskiego w Kielcach wypromowano 96 doktorów. Najwięcej, bo aż 34 (35,4%), na Wydziale Humanistycznym.
Poniższy wykres prezentuje liczbę opublikowanych monografii przez pracowników uczelni w latach 2008–2013.

### Badania i osiągnięcia
Według stanu z 1 stycznia 2021 Uniwersytet Jana Kochanowskiego w Kielcach zatrudniał 961 nauczycieli akademickich, w tym 83 profesorów tytularnych, 243 doktorów habilitowanych i 433 doktorów.
W latach 2008–2012 przeznaczono 11 378 632 zł ze środków budżetowych na finansowanie działalności statutowej Uniwersytetu Jana Kochanowskiego w Kielcach. Najwięcej, bo ponad 5,1 mln zł, otrzymał Wydział Matematyczno-Przyrodniczy. Drugie miejsce pod tym względem zajął Wydział Humanistyczny (ok. 1,8 mln zł), a trzecie – Wydział Nauk o Zdrowiu (ok. 1,1 mln zł). W 2012 naukowcy UJK pozyskali 5 775 431 zł na realizację grantów oraz 3 031 380 zł na realizację badań statutowych.
UJK zawarł umowy o współpracy z 38 instytucjami zagranicznymi (stan na 2014). Większość z nich znajduje się na Ukrainie (13) i w Rosji (11). Pozostałe kraje to: Bułgaria (1), Czechy (2), Gruzja (1), Litwa (1), Niemcy (1), Słowacja (4), USA (2), Węgry (1), Włochy (1).
Wydział Humanistyczny
Naukowcy z Instytutu Dziennikarstwa i Informacji wyniki swoich badań publikują m.in. w wydawanym przez instytut „Roczniku Bibliologiczno-Prasoznawczym”. Czasopismo to, ukazujące się pod takim tytułem od 2009, kontynuuje tradycje „Kieleckich Studiów Bibliologicznych” (1993–2001) i „Studiów Bibliologicznych Akademii Świętokrzyskiej” (2003–2008). W październiku 2011 Instytut Bibliotekoznawstwa i dziennikarstwa, przekształcony w 2014 w Instytut Dziennikarstwa i Informacji, zorganizował pierwszą ogólnopolską konferencję z cyklu „Współczesny system medialny”. Z utworzonym w 1969 Instytutem Filologii Polskiej, wydającym „Studia Filologiczne UJK”, na przestrzeni lat związani byli tacy językoznawcy i literaturoznawcy jak: prof. dr hab. Michał Jaworski (autor podręczników do języka polskiego), prof. dr hab. Jan Pacławski, prof. dr hab. Zdzisław Jerzy Adamczyk (specjalista w zakresie twórczości Stefana Żeromskiego), prof. dr hab. Czesław Bartula, prof. dr hab. Ireneusz Bobrowski, prof. dr hab. Barbara Greszczuk i prof. dr hab. Marek Ruszkowski. Ten ostatni w 2012 opublikował pierwszy na gruncie polskim słownik dotyczący pleonazmów i tautologii.
Pracownicy Instytutu Historii Uniwersytetu Jana Kochanowskiego w Kielcach otrzymywali nagrody za swe prace. W 2003 Nagrodę KLIO oraz Nagrodę im. prof. Jerzego Skowronka otrzymał dr hab. Stanisław Wiech za książkę pt. Społeczeństwo Królestwa Polskiego w oczach carskiej policji politycznej (1866-1896). Rok później Nagrodą prof. Skowronka wyróżniono dr Lidię Michalską-Brachę za pracę Powstanie styczniowe w pamięci zbiorowej społeczeństwa polskiego w okresie zaborów. W 2008 Nagrodę KLIO otrzymał z kolei dr hab. Grzegorz Miernik, który opublikował monografię naukową pt. „My” i „Oni”. Społeczeństwo Kielecczyzny i stalinowski system władzy, natomiast w 2010 wyróżniona nią została dr hab. Beata Wojciechowska za książkę Ekskomunika w Polsce średniowiecznej. Normy i funkcjonowanie. W Instytucie Historii powstają dwa czasopisma naukowe: „Almanach Historyczny” i „Między Wisłą a Pilicą”. Ten pierwszy zastąpił ukazujące się w latach 1976–1999 „Kieleckie Studia Historyczne”.
Wydział Matematyczno-Przyrodniczy
Pracownicy Zakład Biologii Komórki i Mikroskopii Elektronowej podjęli się prowadzenia monitoringu alergenów w Kielcach i okolicach (do 30 km). Naukowcy z Zakładu Mikrobiologii dokonali dwóch zgłoszeń międzynarodowych patentów (Peptides mimicking urease, methods of manufacturing, application in diagnostic tests and the way of performance the test w 2010 oraz Degenerated oligonucleotides and a method for molecular identification of ureolytic bacteria w 2011). Ponadto otrzymali cztery patenty krajowe (dwa w 1998, po jednym w 2006 i 2008) oraz dokonali dwóch zgłoszeń krajowych (2006, 2010). We wszystkich tych pracach naukowych udział brał prof. dr hab. Wiesław Kaca. Z kolei pracownicy Zakładu Chemii Organicznej do 2014 uzyskali 19 patentów (głównie dr Robert Obara), a naukowcy z Zakładu Fizyki Chemicznej w latach 1999–2011 – 16. Pracownicy tego ostatniego, dr hab. Piotr Słomkiewicz i dr hab. Anna Świercz, otrzymali w 2013 nagrodę główną w konkursie Świętokrzyski Racjonalizator za badania nad sposobem absorpcji amoniaku w procesie higienizacji osadów ściekowych.
Naukowcy z Zakładu Astrofizyki rozpoczęli badania własności struktur wielkoskalowych we Wszechświecie, dynamiki planetoid bliskich Ziemi (NEA), dynamiki Mars Crosserów, obserwacje małych ciał Układu Słonecznego oraz zajęli się historią fizyki i astronomii. Zakład ten posiada zlokalizowane na ostatniej kondygnacji budynku Wydziału Matematyczno-Przyrodniczego obserwatorium astronomiczne (otwarte w 2003), w którym głównym instrumentem obserwacyjnym jest teleskop o średnicy obiektywu 356 mm i ogniskowej 3910 mm. Obserwatorium uzupełnia planetarium służące do pokazów sztucznego nieba. Nazwiskiem zatrudnionego w Zakładzie Astrofizyki dra hab. Piotra Flina, prof. UJK nazwano odkrytą w 2010 planetoidę (296987) Piotrflin.
Pracownicy Zakładu Fizyki Molekularnej w ramach współpracy międzynarodowej z Laboratorium Manne Siegbahna na Uniwersytecie w Sztokholmie rozpoczęli badania nad procesami dysocjacji jonów molekularnych na skutek oddziaływań z elektronami swobodnymi, które zachodzą w warunkach niskotemperaturowej plazmy. Z kolei naukowcy z Zakładu Fizyki Jądrowej włączyli się w eksperymenty realizowane w Europejskim Laboratorium Badań Jądrowych (CERN) w Genewie. W ramach eksperymentów NA49 i NA61 naukowcy z UJK zaangażowali się w budowę i rozwój aparatury oraz oprogramowania, zbieranie i analizę danych doświadczalnych oraz teoretyczny opis plazmy kwarkowo-gluonowej.
Zatrudniony w Zakładzie Fizyki Teoretycznej prof. dr hab. Wojciech Florkowski opublikował w wydawnictwie World Scientific monografię pt. Phenomenology of Ultra-Relativistic Heavy-Ion Collisions (2010), za którą w 2011 otrzymał nagrodę ministra nauki i szkolnictwa wyższego, a w 2013 uzyskał grant NCN Maestro w kwocie 1,7 mln zł na realizację projektu: „Geneza procesów termalizacji w materii oddziałującej silnie”. Instytut Fizyki był w tym czasie organizatorem licznych imprez naukowych. We wrześniu 2012 odbyło się w instytucie International Symposium on Multiparticle Dynamics, w którym uczestniczył noblista Frank Wilczek. W 2015 Instytut Fizyki zorganizował 43. Zjazd Fizyków Polskich.
W 1993 utworzono Stację Monitoringu, której głównym celem stał się pomiar i gromadzenie danych oraz analiza krótko i długookresowych zmian zachodzących w wybranych systemach ekologicznych, pod wpływem cyklicznie zmieniających się działań czynników naturalnych środowiska przyrodniczego i gospodarczej działalności człowieka. Obszar badań stanowią ekosystemy o skrajnie rozbieżnych procesach przemian – Stacja Geoekologiczna Malik (okresowo silna alkaliczna imisja) oraz Stacja Bazowa ZMŚP Święty Krzyż (długotrwała kwaśna imisja). Naukowcy z Wydziału Matematyczno-Przyrodniczego zrealizowali trzy wyprawy na lodowce na Spitsbergenie (2003 i 2007) i Islandii (2005). Ponadto we wrześniu 2005 Zakład Ochrony i Kształtowania Środowiska Instytutu Geografii oraz uczelniana Stacja Monitoringu współorganizowały w Kielcach 31. Sympozjum Polarne.
W lipcu 2010 prezydent Kielc Wojciech Lubawski podpisał z rektor Uniwersytetu Humanistyczno-Przyrodniczego prof. dr hab. Reginą Renz umowę, na mocy której miasto zobowiązało się do sfinansowania budowy Ogrodu Botanicznego, utrzymania go oraz pozyskania roślin, a uczelnia do zatrudnienia pracownika do nadzoru merytorycznego, badań naukowych i działalności dydaktycznej. Jesienią 2010 dokonano pierwszych nasadzeń w ogrodzie. Do 2014 posadzono ok. 11 tys. sztuk jednostek roślinnych.

### Uprawnienia do nadawania stopni naukowych
Na podstawie wyników ewaluacji działalności naukowej za lata 2017-2021, Uniwersytet Jana Kochanowskiego w Kielcach posiada pełnię uprawnień akademickich (możliwość nadawania stopnia doktora i doktora habilitowanego) w następujących dyscyplinach:
- Dziedzina nauk humanistycznych:
  - historia
  - literaturoznawstwo
  - językoznawstwo
- Dziedzina nauk społecznych:
  - nauki prawne
  - nauki o polityce i administracji
  - nauki o bezpieczeństwie
  - nauki o zarządzaniu i jakości
  - nauki o komunikacji społecznej i mediach
  - geografia społeczno-ekonomiczna i gospodarka przestrzenna
  - pedagogika
- Dziedzina nauk ścisłych i przyrodniczych:
  - nauki chemiczne
  - nauki biologiczne
  - nauki fizyczne
  - nauki o Ziemi i środowisku
- Dziedzina nauk medycznych i nauk o zdrowiu:
  - nauki medyczne
  - nauki o zdrowiu
- Dziedzina sztuki:
  - sztuki muzyczne
  - sztuki plastyczne i konserwacja dzieł sztuki

## Studenci

Akademiki UJK

Według stanu z 30 listopada 2015 na Uniwersytecie Jana Kochanowskiego w Kielcach studiowało 11 610 osób, w tym 8945 na studiach stacjonarnych I i II stopnia, 2665 na studiach niestacjonarnych I i II stopnia oraz 306 na studiach stacjonarnych III stopnia. Na studiach podyplomowych zapisanych było 473 słuchaczy. W latach 2010–2015 nastąpił spadek liczby studentów o 41,5% (z 19 831 w 2010). W 2014 studenci UJK stanowili 38,2% osób studiujących na terenie województwa świętokrzyskiego, będąc największą uczelnią w regionie. Dochody uczelni z opłat za studia niestacjonarne zmniejszyły się w latach 2009–2012 o 13,5 mln zł.
W roku akademickim 2014/2015 3316 osób pobierało stypendium socjalne, 958 – stypendium rektora dla najlepszych studentów, a 347 – stypendium specjalne z tytułu niepełnosprawności. W roku akademickim 2004/2005 uczelnia przystąpiła do programu Erasmus. W jego ramach studenci mogą wyjeżdżać na studia oraz na praktyki w przedsiębiorstwach, organizacjach albo instytucjach działających w innych krajach. Wedle informacji z 2012, co roku w ramach wymiany przyjeżdża na kielecki uniwersytet ok. 100 osób.
Podczas rekrutacji w roku akademickim 2014/2015 najpopularniejszym kierunkiem była fizjoterapia – na jedno miejsce aplikowały trzy osoby. Następne w kolejności były: pielęgniarstwo i filologia angielska (2,4 kandydata na jedno miejsce) oraz nowy kierunek – bezpieczeństwo narodowe (2). W 2015 na nowo otwarty kierunek lekarski zarejestrowało się 3944 osób, tj. 52 osoby na jedno miejsce. W roku akademickim 2016/2017 na 4. tys. miejsc na 43 kierunkach zarejestrowało się 7134 osób. Najchętniej wybieranym kierunkiem był kierunek lekarski (42,3 osoby na jedno miejsce), następnie kosmetologia (6,4), fizjoterapia (6,3), kryminologia stosowana (6,2), finanse i rachunkowość (3,8), położnictwo (3,6), pielęgniarstwo (3,6), psychologia (3,4), filologia angielska (3,4) oraz biotechnologia (3,2).
W roku akademickim 2010/2011 uczelnia przyjęła na pierwszy rok 7688 osób. 4,9 tys. z nich pochodziło z województwa świętokrzyskiego, a 1525 z łódzkiego, 585 z mazowieckiego, 213 z podkarpackiego, 194 z małopolskiego, 114 ze śląskiego, 105 z lubelskiego, a z pozostałych województw – od 4 do 11.
Jednym z wyzwań uczelni stało się pozyskanie obcokrajowców. W tym celu powołano do życia Biuro Współpracy Zagranicznej, mające za zadanie wspomóc międzynarodową wymianę kadry, studentów i doktorantów. W lutym 2014 Rada Wydziału Humanistycznego UJK zaakceptowała pomysł utworzenia Centrum Kultury i Języka Polskiego, którego celem jest organizowanie kursów języka polskiego dla obcokrajowców oraz umiędzynarodowienie studiów. Rada Miasta Kielce utworzyła fundusz stypendialny dla studentów z ukraińskiej Winnicy, przeznaczając na niego 25 tys. zł. W lutym 2018 na UJK studiowało 420 cudzoziemców.
Jednym z kilku zadań uczelni jest „wychowywanie studentów w poczuciu odpowiedzialności za państwo polskie, za umacnianie zasad demokracji i poszanowanie praw człowieka”. Zgodnie ze swoją misją, uniwersytet „kształci w duchu samodzielnego myślenia i swobodnej wymiany poglądów”. Jego działalność edukacyjna uwzględnia zasady humanizmu, demokracji i tolerancji, kształtuje patriotyzm i przywiązanie do uniwersalnych wartości etycznych. Umacnia również więzi międzynarodowe i szerzy ideę dialogu międzykulturowego.
Studenci UJK działają w kilkudziesięciu kołach naukowych. Ponadto od 1995 prowadzą Studenckie Studio Radiowe Decybel II, które działa przez cały tydzień w godzinach wieczornych. W październiku 2015 uruchomiono studenckie radio internetowe Fraszka o charakterze muzyczno-informacyjnym, którego zespół redakcyjny stworzyli przede wszystkim studenci dziennikarstwa. W marcu 2006 ukazał się z kolei pierwszy numer studenckiego magazynu „Presik”. Na uniwersytecie działa również Ośrodek Nauki i Kultury Studenckiej, którego zadaniem jest wspieranie aktywności naukowej studentów oraz animacja życia kulturalnego. Z ONiKS związany jest również Studencki Klub WSPAK, który stanowi miejsce obcowania z kulturą i rozwijania działań twórczych w wielu dziedzinach sztuki.
Od 1969 na uczelni działa chór. W latach 1993–1998 koncertował on na terenie całego kraju, wykonując Nieszpory ludźmierskie Jana Kantego Pawluśkiewicza. Chór uczestniczył w trzech oratoriach (Tryptyk Świętokrzyski) z muzyką Piotra Rubika do słów Zbigniewa Książka, które zostały później wydane na CD, uzyskując status platynowych i diamentowych płyt.
Co roku studenci uniwersytetu oddają krew w ramach ogólnopolskiej akcji „Wampiriada”. Po raz pierwszy odbyła się ona na Akademii Świętokrzyskiej w 2007. Ponadto kieleccy żacy podczas organizowanych akcji (np. w maju 2013 na Wydziale Nauk o Zdrowiu) rejestrują się w banku dawców szpiku.
Uczelnia jest koordynatorem Świętokrzyskiej Matury Próbnej, która od 2010 odbywa się na początku marca. Biorą w niej udział prawie wszyscy świętokrzyscy maturzyści i liczna grupa maturzystów z sąsiednich województw. W trakcie juwenaliów organizowane jest w miasteczku akademickim UJK wspólne grillowanie, zaś na terenie kampusu odbywa się bieg.

## Sport
Kielecka uczelnia jako jedna z pierwszych w kraju wprowadziła w latach 70. obowiązkowe zajęcia z wychowania fizycznego. W 1973 senat uczelni uchwalił, że od 1976 obowiązkowe będą obozy narciarskie w Bukowinie Tatrzańskiej dla studentów II roku wszystkich kierunków. Studium Wychowania Fizycznego i Sportu za organizację akcji „Bukowina” otrzymało nagrodę III stopnia ministra szkolnictwa wyższego i techniki. W najlepszych latach szkolenia narciarskie przechodziło ok. 1 tys. studentów. Przez 40 lat istnienia uczelni wzięło w nich udział ok. 14 tys. osób. Uczelnia zajęła się nadto organizacją masowych imprez rekreacyjnych i turystycznych, m.in. rajdu po Górach Świętokrzyskich. W 1974 zaczęto organizować rejsy żeglarskie dla kadry pracowniczej, a w roku następnym dla studentów. Początkowo odbywały się one na łodziach wypożyczonych, a od 1982, kiedy uczelnia kupiła pierwsze kabinowe łodzie żaglowe, na własnych. W najlepszych latach uczelnia posiadała osiem łodzi, którymi pływano po Wielkich Jeziorach Mazurskich. W 2009 uniwersytet wystawił na sprzedaż cztery jachty, ze względu na ich wiek (trzy z nich wyprodukowano w połowie lat 80.).
AZS UJK Kielce prowadzi kilka sekcji sportowych. Dzięki wybudowanemu w latach 2014–2015 na terenie kampusu UJK przy ul. Świętokrzyskiej Centrum Rehabilitacji i Sportu, w którym znalazła się hala sportowa z trybunami (otwarcie nastąpiło w kwietniu 2015, a inwestycja kosztowała ponad 11 mln zł), rozwinięto działalność sekcji ligowych. Szczypiorniści AZS UJK przystąpili w 2015 do rozgrywek II ligi. W debiutanckim sezonie 2015/2016 zajęli w niej 5. miejsce, wygrywając 11 z 20 meczów. W 2016, po przejęciu licencji od klubu Calipers Kielce, do rozgrywek II ligi zgłosili się koszykarze AZS UJK. W sezonie 2016/2017 zajęli w niej 8. miejsce.

## Budynki

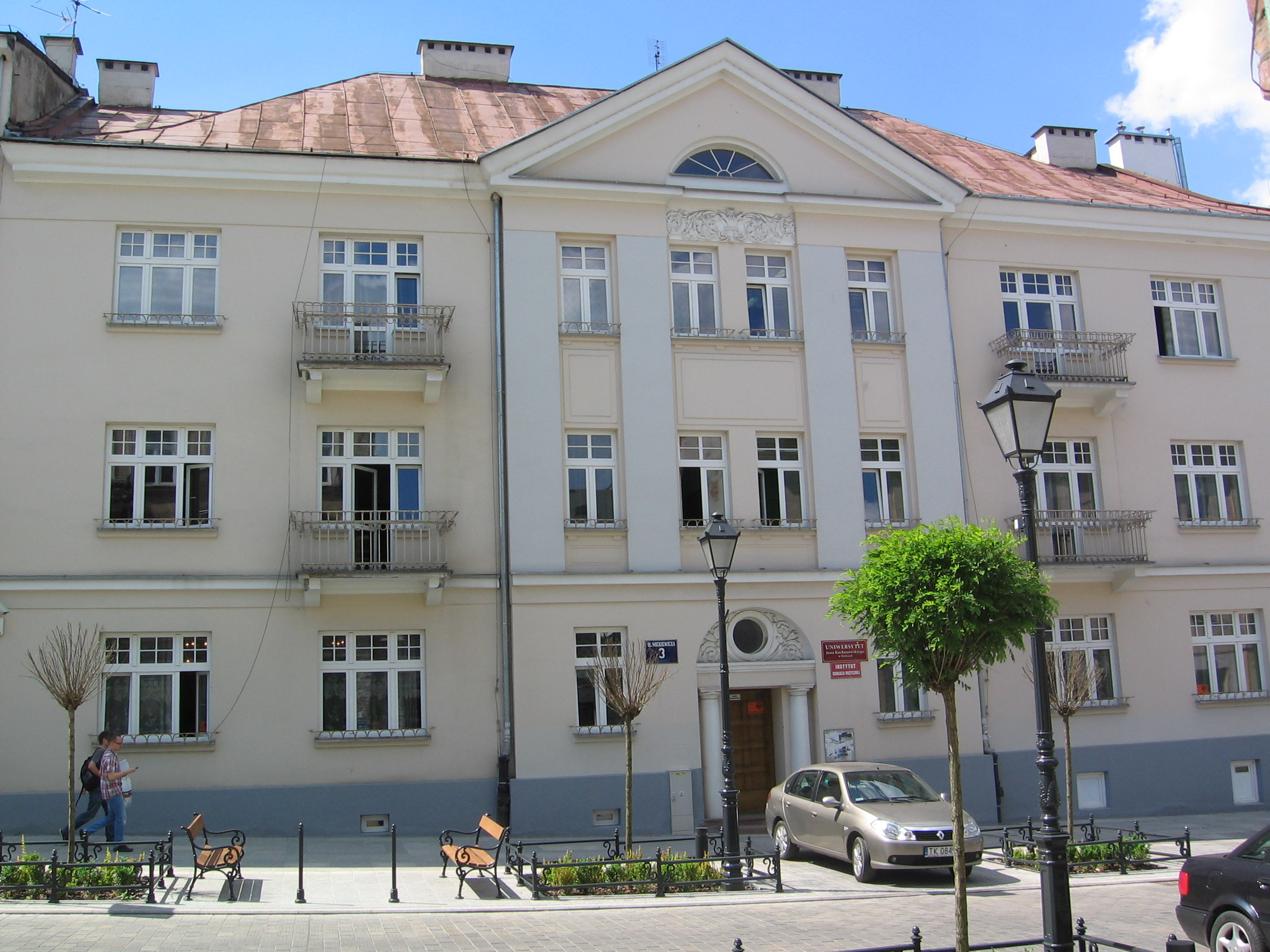
Instytut Edukacji Muzycznej

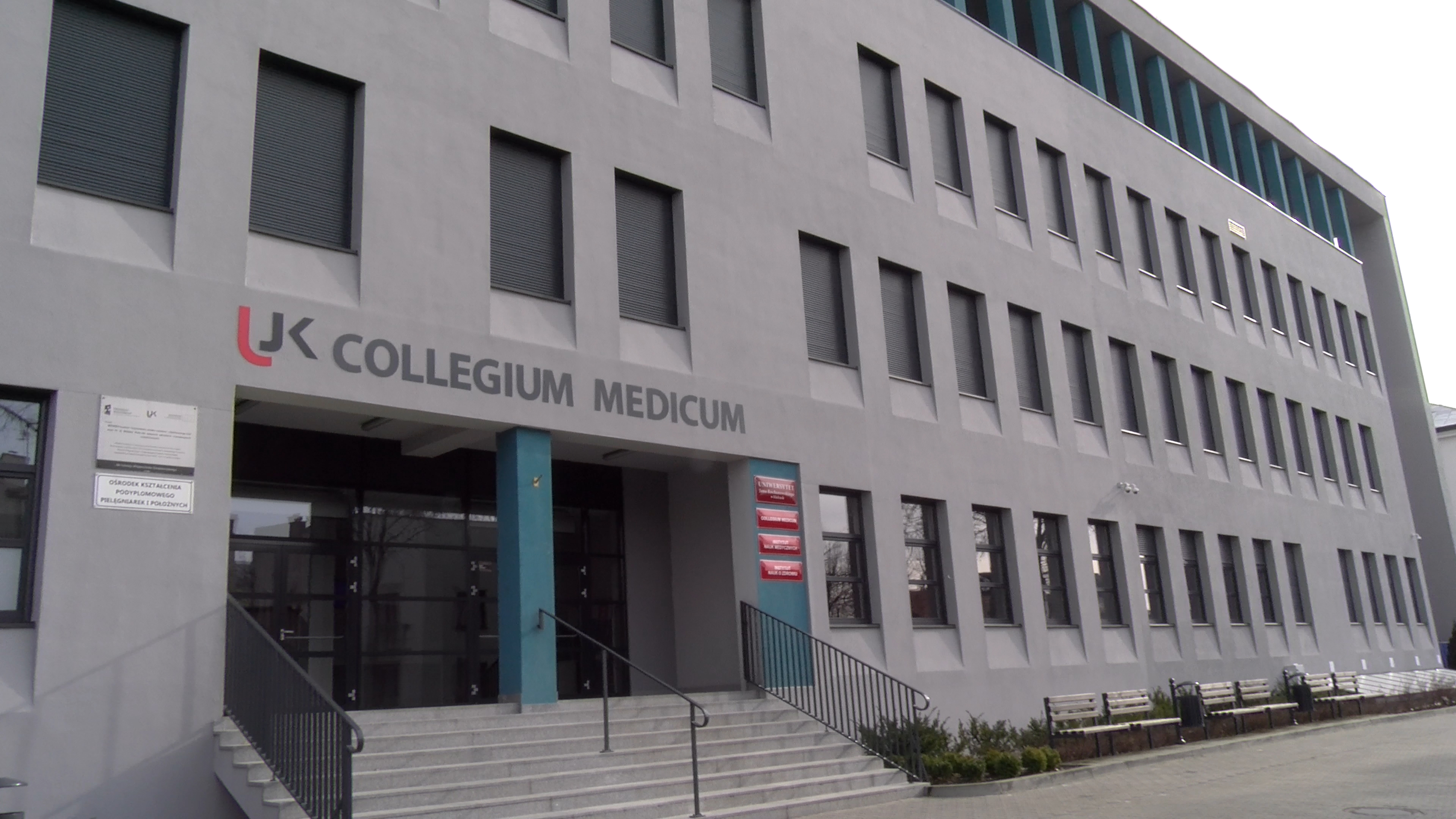
Collegium Medicum UJK

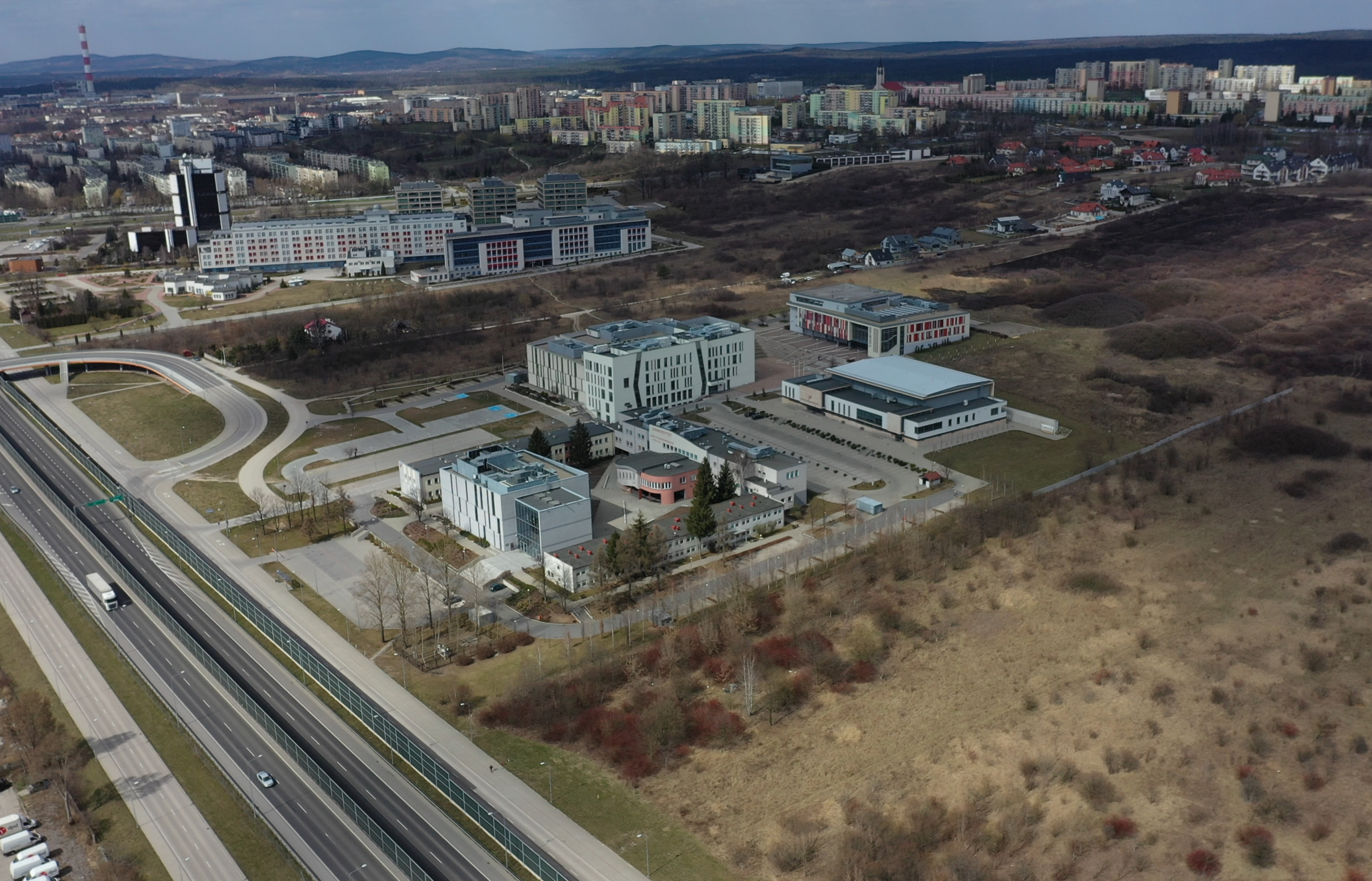
Kampus Uniwersytecki UJK

Rektorat Uniwersytetu Jana Kochanowskiego w Kielcach mieści się w wybudowanym w latach 50. socrealistycznym budynku przy ul. Żeromskiego 5. Latem 2011 odbyła się renowacja gmachu, oczyszczono elewację i przywrócono oryginalne kolory, jakie budynek posiadał w okresie PRL, kiedy stanowił siedzibę Komitetu Wojewódzkiego PZPR. W kwietniu 2017 uczelnia podpisała wartą 4,32 mln zł umowę dotyczącą termomodernizacji rektoratu. Instytut Historii, który do tego czasu znajdował się w budynku rektoratu, został przeniesiony do budynków należących do Wydziału Matematyczno-Przyrodniczego. W ścisłym centrum Kielc swoją siedzibę ma również Instytut Edukacji Muzycznej (kamienica przy ul. Mickiewicza 3, pozyskana dla potrzeb Zakładu Metodyki Wychowania Muzycznego w 1971). Pozostałe instytuty Wydziału Pedagogicznego i Artystycznego mieszczą się przy ul. Krakowskiej 11 i Podklasztornej 117. W kwietniu 2017 uczelnia podpisała wartą 3,1 mln zł umowę dotyczącą termomodernizacji budynku przy ul. Krakowskiej.
Wydział Lekarski i Nauk o Zdrowiu znajduje się przy al. IX Wieków Kielc 19, gdzie przeniósł się w 2002. W listopadzie 2014 oddano do użytku nowy budynek tego wydziału przy ul. Radiowej, w którym znalazły się m.in. Zakład Anatomii Prawidłowej i Laboratorium Badań Genetycznych.
W kampusie przy ul. Świętokrzyskiej znajdują się budynki Wydziału Matematyczno-Przyrodniczego (teren „A”) oraz Wydziału Prawa, Administracji i Zarządzania (teren „B”). Ponadto na Wydziale Matematyczno-Przyrodniczym swoją siedzibę ma Instytut Filologii Polskiej, natomiast Instytut Dziennikarstwa i Informacji korzysta z pomieszczeń w Centrum Języków Obcych. W kampusie zlokalizowana jest również Biblioteka Uniwersytecka (teren „B”), Centrum Przedsiębiorczości i Biznesu (teren „B”) oraz Centrum Rehabilitacji i Sportu (teren „B”). W 2016 na terenie kampusu wyburzono budynek gospodarczy, tworząc w jego miejscu parking samochodowy.
Po rozbudowie kampusu powstał problem z dojazdem. Zarząd Transportu Miejskiego w Kielcach prowadził rozmowy z uczelnią, dotyczące budowy na terenach uniwersyteckich pętli autobusowej, ale zakończyły się one fiaskiem, bowiem nie znaleziono odpowiedniego miejsca. W październiku 2013 wydłużono linię nr 114, która kursując do Domaszowic, przejeżdża obok UJK. Następnie wydłużono również linię nr 13. W 2015 uruchomiono dojeżdżającą do kampusu linię nr 55, która istniała do 9 października 2021. Obecnie do kampusu docierają linie 8, 13, 104 i 114.
Uniwersytet posiada cztery domy studenckie zlokalizowane przy ul. Śląskiej w Kielcach (łącznie 814 miejsc). Są to: Odyseja (280 miejsc), Fama (192), Łącznik (150) i Melodia (192). W akademikach dostępne jest bezpłatne połączenie z internetem, możliwy jest również odbiór cyfrowych programów telewizji naziemnej. Ponadto telefony cyfrowe w akademikach umożliwiają bezpłatne rozmowy telefoniczne między mieszkańcami w ramach wszystkich domów studenta oraz całej uczelni.

## Doktorzy honoris causa
Akademia Świętokrzyska, Uniwersytet Humanistyczno-Przyrodniczy Jana Kochanowskiego i Uniwersytet Jana Kochanowskiego w Kielcach przyznały tytuł honorowy doktora honoris causa 19 osobom:
1. Franciszek Ziejka (30 września 2004) – historyk literatury polskiej, rektor Uniwersytetu Jagiellońskiego
2. Henryk Samsonowicz (24 czerwca 2005) – historyk, minister edukacji narodowej
3. Wiesław Myśliwski (17 maja 2007) – pisarz, dwukrotny laureat Nagrody Literackiej Nike
4. Stanisław Bylina (30 kwietnia 2009) – historyk
5. Tadeusz Różewicz (25 czerwca 2009) – poeta, dramaturg, prozaik i scenarzysta
6. Wojciech Wrzesiński (24 czerwca 2010) – historyk, rektor Uniwersytetu Wrocławskiego
7. Ewa Lipska (21 czerwca 2012) – poetka i felietonistka
8. Andrzej Białas (20 czerwca 2013) – fizyk, prezes Polskiej Akademii Umiejętności
9. Walery Pisarek (5 czerwca 2014) – językoznawca i prasoznawca
10. Andrzej Markowski (11 czerwca 2015) – językoznawca i leksykograf
11. Tomasz Schramm (17 marca 2016) – historyk
12. Zoltán Kövecses (24 marca 2017) – węgierski językoznawca, profesor Uniwersytetu Loránda Eötvösa w Budapeszcie
13. Andrzej Kajetan Wróblewski (22 czerwca 2017) – fizyk, członek rzeczywisty Polskiej Akademii Nauk, wiceprezes Polskiej Akademii Umiejętności
14. Zbigniew Puchalski (22 marca 2018) – lekarz, chirurg, rektor Akademii Medycznej w Białymstoku
15. Marek Krawczyk (28 października 2020) – lekarz chirurg, rektor Warszawskiego Uniwersytetu Medycznego
16. Cezary Kuklo (24 czerwca 2021 roku) - badacz historii społecznej
17. Anna Nasierowska - Guttmejer (13 czerwca 2022) - patomorfolog
18. Jacek Popiel (19 stycznia 2023) - teatrolog, rektor Uniwersytetu Jagiellońskiego
19. Maria Siemionow (2 październik 2023) - chirurg,

## Ambasadorzy UJK
Prof. dr hab. Beata Wojciechowska na początku swojej kadencji rektora ustanowiła tytuł Ambasadora Uniwersytetu Jana Kochanowskiego w Kielcach. Jest on przyznawany osobom związanym ze społecznością akademicką UJK, które odniosły znaczące sukcesy w szczególności w: kulturze, sztuce, sporcie, polityce, działalności społecznej lub gospodarczej. Tytuł Ambasadora UJK otrzymało 6 osób, a są to:
- Lucyna Gozdek - artystka, bizneswoman (26 czerwca 2025)[124]
- Adam Jarubas - polityk, poseł do parlamentu europejskiego (28 listopada 2024)[125]
- Sabina Jarząbek - lekkoatletka, wielokrotna mistrzyni Polski i Europy (26 czerwca 2025)[124]
- Andrzej Piaseczny - piosenkarz, osobowość telewizyjna (28 listopada 2024)[125]
- Agata Wojda - polityk, prezydent Kielc (28 listopada 2024)[125]
- Stanisław Wróbel - dziennikarz, redaktor naczelny "Echa Dnia" (26 czerwca 2025)[124]